# Hybomitra caparti
Hybomitra caparti är en tvåvingeart som beskrevs av Leclercq 1967. Hybomitra caparti ingår i släktet Hybomitra och familjen bromsar.
Artens utbredningsområde är Tunisien. Inga underarter finns listade i Catalogue of Life.